# Università Yale
L'Università Yale (in inglese: Yale University) è un'università privata situata a New Haven, nel Connecticut. È la terza più antica istituzione di istruzione superiore negli Stati Uniti d'America ed uno dei nove college coloniali istituiti prima del 1776.
Fu fondata il 9 ottobre del 1701 con il nome Collegiate School, poi rinominata Yale College per onorare un'ingente donazione da parte di Elihu Yale, governatore della Compagnia britannica delle Indie orientali. Nel 1861 la Graduate School of Arts and Science fu la prima scuola degli Stati Uniti d'America a conferire il titolo di philosophiae doctor, il terzo livello di laurea, equivalente al dottorato. Degna di nota anche la Yale School of Drama, la facoltà di teatro, che ha formato numerosi attori e commediografi di Broadway e Hollywood, così come le facoltà di arte, teologia, ecologia, musica, medicina, management e architettura, spesso citate come tra le più prestigiose nei rispettivi settori.
Il presidente Richard Levin ha indicato così le priorità istituzionali dell'università per il suo quarto secolo di esistenza:
I soprannomi Elis (da Elihu Yale) e Yalies sono spesso usati, sia all'interno che all'esterno dell'università, per riferirsi agli studenti di Yale.

## Storia

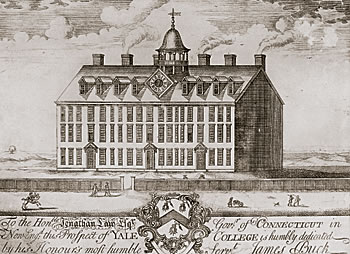
Edificio originario, 1718-1782

La nascita di Yale cominciò con un "atto di libertà per erigere una scuola universitaria", passato dalla corte generale della colonia del Connecticut, datato 9 ottobre 1701. Poco dopo, un gruppo di dieci ministri calvinisti guidati da James Pierpont, tutti ex-studenti di Harvard (dato che all'epoca Harvard era l'unica università dell'America settentrionale), si incontrarono nello studio del reverendo Samuel Russell a Branford, nel Connecticut, per raccogliere e unire i loro fondi librari e formare la prima biblioteca della scuola. Il gruppo divenne noto con il nome di The Founders.
Chiamata originariamente Collegiate School, l'istituzione diede avvio ai corsi nella residenza del suo primo rettore, Abraham Pierson, a Clinton, nella contea di Middlesex. Successivamente si spostò a Saybrook, e poi a Wethersfield. Nel 1718 il college si trasferì a New Haven, dove si trova ancora oggi.
Nel frattempo, ad Harvard, si stava formando una disputa tra il suo sesto presidente Increase Mather (laureatosi lì nel 1656) e il resto del clero di Harvard, che Mather giudicava come troppo liberale e lassista. Il rapporto peggiorò quando Mather si licenziò e l'amministrazione rifiutò ripetutamente suo figlio Cotton Mather (laureatosi nel 1678) per l'incarico di presidente dell'università. La faida fece sì che i Mather appoggiassero la riuscita della Collegiate School, nella speranza che essa mantenesse l'ortodossia religiosa puritana, cosa che invece Harvard non aveva fatto.

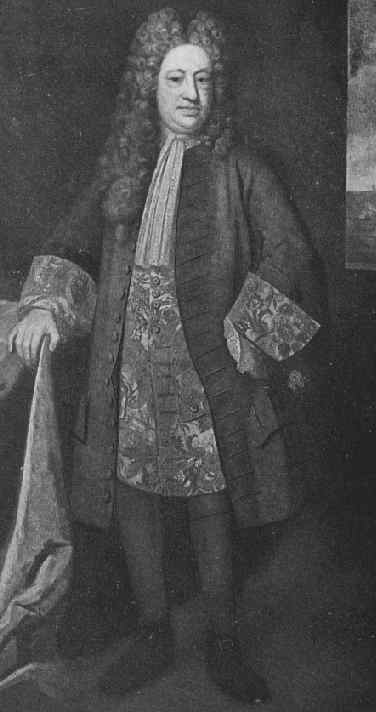
Elihu Yale

Nel 1718, su ordine sia del rettore Samuel Andrew sia del governatore Gurdon Saltonstall, Cotton Mather contattò Elihu Yale, un ricco uomo d'affari gallese, per chiedergli aiuti finanziari per la costruzione di un nuovo edificio per il college. Yale, che aveva racimolato una fortuna con i commerci in India nel periodo in cui era rappresentante della Compagnia britannica delle Indie orientali, donò merce per un valore di 560 sterline, una cifra considerevole all'epoca; egli donò, inoltre, 417 libri e un ritratto del re Giorgio I.
Mather propose di cambiare il nome della scuola in Yale College in segno di gratitudine e nella speranza che Elihu Yale facesse un'altra sostanziosa offerta all'università. Yale era in India mentre la notizia del cambio di nome arrivò in Galles, e morì in viaggio. Purtroppo, il mercante aveva lasciato tutti i suoi beni alla Collegiate School della colonia del Connecticut, così l'università, con il nome ormai cambiato, non ne poté usufruire.
Alcuni illustri studenti di teologia e religione, in particolare nel New England, consideravano la lingua ebraica una lingua classica al pari del greco e del latino, ed essenziale per lo studio dell'Antico Testamento in lingua originale. Il reverendo Ezra Stiles, presidente del college dal 1778 al 1795, portò con sé l'interesse per l'ebraico, presentandolo come un modo per imparare i testi biblici antichi e rendendolo obbligatorio per tutti gli studenti (al contrario di Harvard, dove invece tale obbligo era previsto solo per gli studi più avanzati). Stiles fu il responsabile del motto dell'università "Urim ve Tummim", inciso sulla bandiera ufficiale.
Una sfida difficile arrivò nel 1779, quando forze inglesi ostili occuparono New Haven e tentarono di razziare il college. Fortunatamente, il laureato Edmund Fanning, segretario del comando generale inglese, intervenne e Yale fu salvata. A Fanning fu conferita anche una laurea honoris causa per i suoi sforzi.
Lo Yale College si espanse gradualmente, fondando prima la Yale School of Medicine (1810), la Yale Divinity School (1822), la Yale Law School (1843), la Yale Graduate School of Arts and Sciences (1847), la Sheffield Scientific School (1861) e poi la Yale School of Fine Arts. La Yale Divinity School fu fondata da alcuni calvinisti che ritenevano che la Divinity School di Harvard fosse diventata troppo liberale, similmente a quanto accadde all'Università di Oxford, in cui alcuni studenti scelsero di abbandonarla per fondare l'Università di Cambridge (nel 1209).
Nel 1887, mentre continuava ad ingrandirsi sotto la presidenza di Timothy Dwight V, lo Yale College fu rinominato Yale University. In seguito nacquero anche la Yale School of Music (1894), la Yale School of Forestry and Environmental Studies (1901), la Yale School of Public Health (1915), la Yale School of Nursing che fu fondata grazie ai finanziamenti della Fondazione Rockefeller (1923), la Yale School of Drama (1955), lo Yale Physician Associate Program (1973) e la Yale School of Management (1976).
Nel 1966, Yale cominciò a trattare un accordo con il vicino college femminile, il Vassar College, per decidere se i due college potessero unirsi e avere un insegnamento misto. Il Vassar declinò l'offerta e alla fine i due istituti decisero di rimanere separati, introducendo indipendentemente l'istruzione mista nel 1969. Amy Solomon fu la prima donna a iscriversi ai corsi di laurea di Yale e fu anche la prima donna ad unirsi ad una società segreta, la St. Anthony Hall. In realtà le donne studiavano a Yale già dal 1876, ma erano ammesse soltanto nei corsi post laurea della Graduate School of Arts and Sciences.
All'inizio del XX secolo, Yale (come altre università dell'Ivy League) promosse delle politiche di ammissione per aumentare la proporzione di studenti bianchi, cristiani e provenienti da famiglie agiate; fu poi una delle ultime università a rimuoverle, cominciando con i laureandi del 1970.
La President and Fellows of Yale College, nota anche come Yale Corporation, è la sezione amministrativa che governa l'università.

## Patrimonio
Il patrimonio dell'università conta una dotazione di 22,5 miliardi di dollari e comprende una dozzina di biblioteche che conservano una collezione di 12,5 milioni di volumi (ciò lo rende il secondo sistema di biblioteche universitarie più grande della nazione). L'università dà lavoro a più di 3 300 persone che insegnano a 5 300 laureandi e a 6 000 studenti che stanno seguendo corsi post laurea.
Yale è organizzata come una società senza scopo di lucro.

## Offerta formativa
Yale è la terza istituzione di istruzione superiore più antica degli Stati Uniti e un membro della Ivy League (le otto università più prestigiose degli Stati Uniti).
Tra le più rinomate università al mondo, di Yale sono particolarmente conosciuti il college (lo Yale College) e la facoltà di giurisprudenza, la Yale Law School, ognuna delle quali ha formato diversi presidenti degli Stati Uniti e capi di Stato di tutto il mondo.
I 70 corsi di specializzazione post laurea di Yale sono principalmente indirizzati alle arti liberali, mentre alcuni dipartimenti per laureandi sono pre-professionali. Circa il 20% dei laureandi di Yale si specializza in scienze matematiche, fisiche e naturali, il 35% in scienze sociali, il 45% in arte o in materie umanistiche. Tutti i professori di ruolo insegnano anche nei corsi per laureandi, i quali sono più di 2 000 ogni anno.

## Residenze studentesche
Yale usa un sistema residenziale per gli studenti basato sui college, sul modello dell'Università di Oxford e di Cambridge. Ciascuno dei dodici college residenziali ospita una parte del corpo studentesco e presenta strutture, seminari e personale d'assistenza.
Il programma di studi per i post laureandi si divide nella Graduate School of Arts and Science - che ospita 53 discipline riguardanti le materie umanistiche, scienze sociali, biologia, scienze fisiche e ingegneria - e nelle Professional Schools di architettura, arte, teologia, teatro, ecologia, giurisprudenza, management, musica, medicina, salute e infermieristica.

## Yale e la politica nell'era moderna
Il Boston Globe scrisse che "se c'è una scuola che può proclamare di educare i migliori leader della nazione dei tre decenni passati, quella scuola è Yale". Ex-studenti di Yale si sono candidati alle elezioni presidenziali degli Stati Uniti ininterrottamente dal 1972 al 2004. I presidenti degli Stati Uniti laureati a Yale dalla fine della guerra del Vietnam sono Gerald Ford, George H. W. Bush, Bill Clinton e George W. Bush; altri importanti concorrenti alla carica presidenziale negli anni recenti sono stati John Kerry, Joseph Lieberman, Hillary Clinton, Howard Dean e Gary Hart.
Parecchi hanno tentato di spiegare la presenza politica di Yale nelle elezioni nazionali dalla fine della guerra del Vietnam a oggi. Alcune fonti notano lo spirito di attivismo sorto nel campus negli anni sessanta e l'influenza intellettuale del reverendo William Coffin su molti dei futuri candidati. Il presidente Levin attribuisce questo fenomeno alla capacità di Yale di creare un "laboratorio per futuri leader", una priorità dell'istituzione che continua dalla presidenza di Alfred Griswold (1951-1963) e di Kingman Brewster (1963-1977) in poi. Altri hanno affermato che la causa è "la rete di amicizie e affiliazioni che si crea all'università".
Durante la campagna presidenziale del 1988, il presidente George H. W. Bush (laureato a Yale nel 1948) accusò l'avversario Michael Dukakis di avere "politiche estere nate nella boutique del cortile di Harvard". Recentemente Yale è diventata anche un centro per lo studio di strategie militari, storia militare, storia politica, leadership e altre discipline ritenute utili per il futuro di un capo di Stato. Ogni anno i professori Charles Hill, Paul Kennedy e John Lewis Gaddis tengono un seminario della durata di un anno in strategie militari a un gruppo molto ristretto di laureandi e post laureandi con lo scopo di prepararli alla politica, agli affari e alla vita pubblica. I seminaristi vengono incoraggiati a confrontare le proprie opinioni e quelle degli ospiti. Organizzazioni di studenti per discutere di strategie militari sono già sorte a Washington (distretto di Columbia) e a New York.
L'ex Primo ministro britannico Tony Blair è stato professore di un seminario sulla fede e sulla globalizzazione alla Divinity School e alla School of Management per tre anni, cominciando nell'anno accademico 2008/2009.

## Ammissioni
Per la classe del 2012, Yale ha ammesso 1 892 studenti sui 22 813 che avevano fatto domanda regolarmente, raggiungendo la percentuale di ammissione più bassa tra le università degli Stati Uniti (8,3%). Per la classe del 2011 ha ammesso il 9,6%. Per la classe del 2010 il tasso di ammissione era stato del 8,6%: il più basso della già elitaria Ivy League.

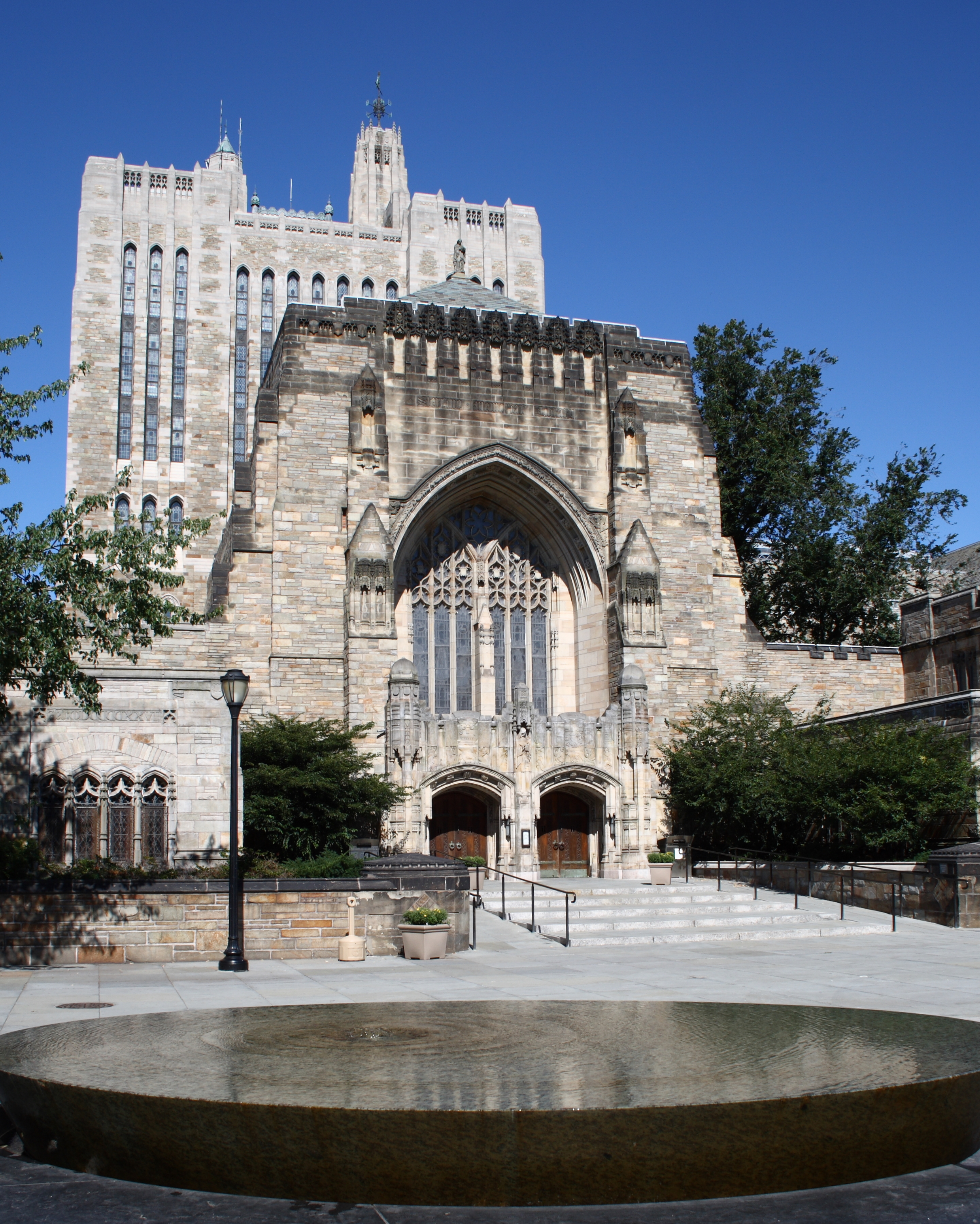
La Sterling Memorial Library di Yale.

Yale offre aiuti finanziari agli studenti bisognosi, compresi gli studenti internazionali. L'università si preoccupa di valutare il bisogno del singolo individuo, e di offrire aiuti di conseguenza. Più del 40% degli studenti di Yale riceve aiuto finanziario, il quale solitamente riguarda l'istruzione che non deve essere pagata all'università. La borsa di studio media per l'anno accademico 2006/2007 era di 26 900 dollari.
Metà dei laureandi di Yale sono donne, più del 30% sono minoranze e l'8% provengono da un paese straniero. Inoltre, il 55% degli studenti ha frequentato scuole pubbliche, mentre il 45% scuole private, religiose o internazionali.

## Le biblioteche e le collezioni
La Yale University Library, che contiene più di 12 milioni di volumi, è la seconda biblioteca universitaria più grande degli Stati Uniti. La biblioteca principale, chiamata Sterling Memorial Library, contiene circa 4 milioni di volumi, mentre altri libri sono suddivisi in biblioteche tematiche.
La collezione comprende anche libri molto rari, racchiusi nelle Beinecke Rare Book Library. La Cushing/Whitney Medical Library possiede libri di medicina storici, oltre a una grande collezione di volumi rari e a strumenti medici usati anticamente. La Lewis Walpole Library contiene la più grande collezione di produzione letteraria inglese del XVIII secolo. L'Elizabethan Club, teoricamente un'azienda a parte, mette a disposizione degli studenti di Yale i suoi manoscritti dell'età elisabettiana.
Anche i musei dell'università sono di statura internazionale. La Yale University Art Gallery è il primo museo artistico universitario del Paese. Ospita più di 180 000 opere, inclusi antichi capolavori e importanti collezioni di arte moderna, nelle sedi di Swartout e Kahn. Quest'ultimo, il primo lavoro di scala nazionale di Louis Kahn (1953), è stato ristrutturato e riaperto nel dicembre 2006. Lo Yale Center for British Art, la più grande collezione di arte inglese al di fuori del Regno Unito, è ospitato in un altro edificio disegnato da Kahn.
Il Peabody Museum of Natural History è il museo più conosciuto di New Haven, frequentato spesso dai bambini delle elementari e contenente una vasta banca di materiale antropologico, archeologico e ambientale. Lo Yale University Museum of Musical Instruments, affiliato con la facoltà di musica, è forse il meno conosciuto dei musei di Yale a causa dei suoi ristretti orari di apertura al pubblico.

## L'architettura dell'università

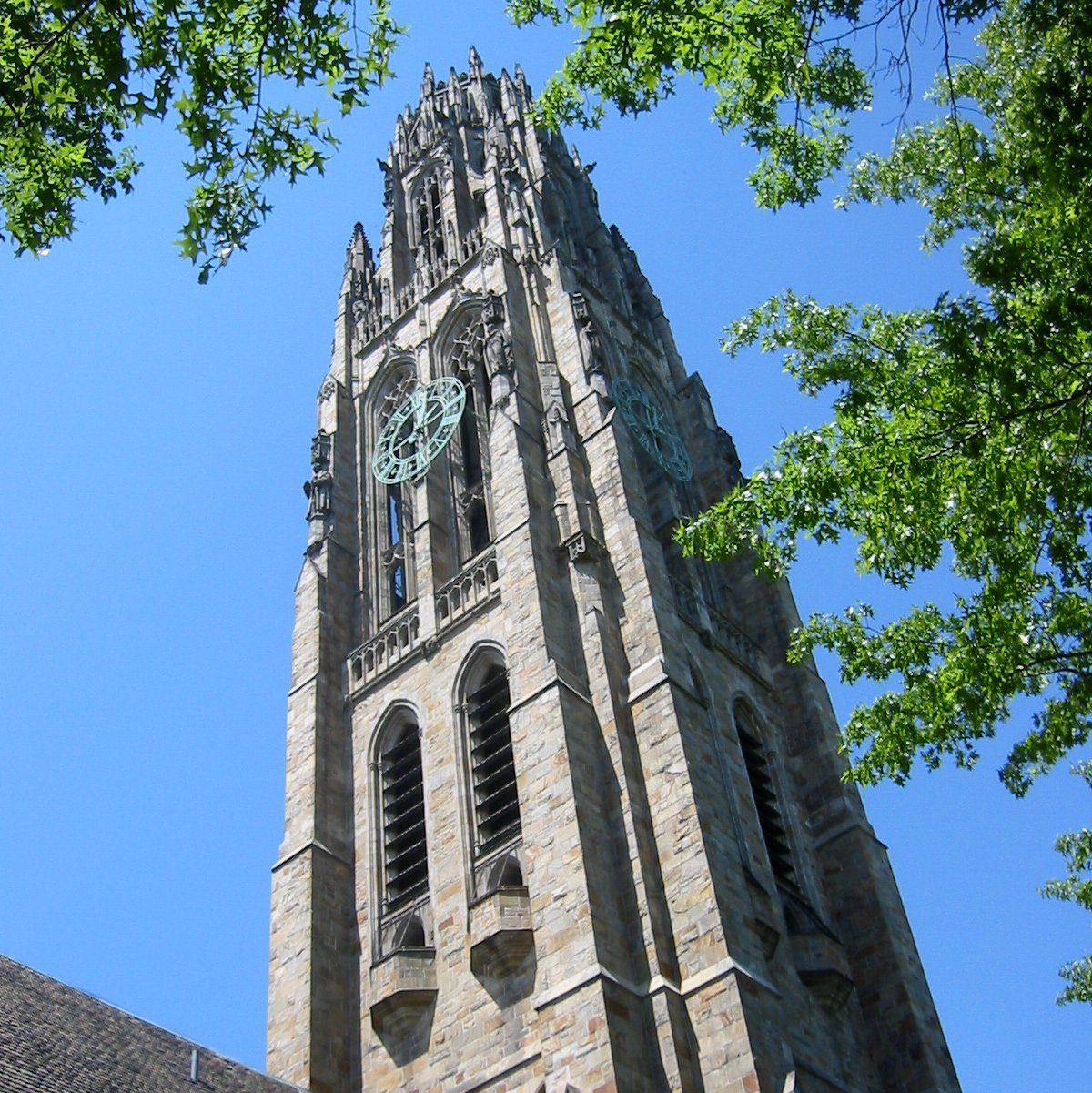
La Harkness Tower

Yale è famosa per i suoi armoniosi ma maestosi college in stile gotico, ma anche per alcuni edifici realizzati nel rispetto di tutte le regole dei movimenti più moderni: la Art Gallery di Kahn e il Center for British Arts, così come gli Ingalls Rink, Ezra Stiles College e Morse College di Eero Saarinen. Rimarchevole anche l'edificio che ospita la scuola d'architettura progettato da Paul Rudolph e ad oggi considerato uno dei capolavori assoluti della corrente brutalista. Yale ha anche una notevole quantità di ville del XIX secolo.
Molti edifici di Yale furono costruiti in stile neogotico tra il 1917 e il 1931. Le sculture di pietra realizzate sui muri degli edifici ritraggono scene di vita del campus, come uno scrittore, un atleta, un uomo che beve il tè, uno studente che si è addormentato sui libri. Similmente, i fregi decorativi mostrano un poliziotto che arresta una prostituta (sui muri della facoltà di giurisprudenza) o uno studente che si rilassa con birra e sigarette.
L'architetto, James Gamble Rogers, invecchiò questi edifici di proposito annaffiandoli con dell'acido, rompendo i vetri per poi ripararli in stile medievale e creando nicchie per statue che poi lasciò vuote per dare la sensazione che col tempo siano state perse o rubate. Effettivamente, anche se l'architettura ricorda molto quella medievale, con blocchi unici di pietra, la maggior parte degli edifici ha rinforzi in acciaio come era consuetudine negli anni trenta. Un'eccezione è la Harkness Tower, una torre di 66 metri che fu poi rinforzata nel 1964 per trasformarla in un campanile. Le intricate sculture della torre, le cui fondamenta si trovano nel cortile interno del Brandford College, rappresentano l'unione di tutte le discipline, teoriche ed applicative.
Altri esempi di architettura neogotica sono gli edifici realizzati dagli architetti Henry Austin, Charles C. Haight e Russell Sturgis. Parecchi di questi sono associati alla famiglia Vanderbilt, come il Vanderbilt Hall, il Phelps Hall, il St. Anthony Hall, due laboratori, i dormitori della Sheffield Scientific School e alcuni elementi del Silliman College, il più grande tra i college residenziali.
Paradossalmente, il Connecticut Hall, che è l'edificio più antico del campus (costruito nel 1750), è in pieno stile settecentesco e sembra molto più moderno degli altri. Altri edifici costruiti in questo stile sono il Timothy Dwight College, il Pierson College e il Davenport College.
La Beinecke Rare Book and Manuscript Library, progettata da Gordon Bunshaft dello studio di architettura Skidmore, Owings and Merrill, è uno degli edifici riservati esclusivamente alla conservazione di libri antichi più grandi del mondo. Si trova al centro dell'università, in un quadriportico aerato chiamato Hewitt Quadrangole, ma che ora è chiamato da tutti Beinecke Plaza per via della presenza della biblioteca. Gli edifici progettati da Eero Saarinen, anch'egli ex-studente di Yale, sono stati poi rimodellati ispirandosi alla cittadina di San Gimignano, per conferire al campus un aspetto antico e medievale.

### Edifici non residenziali del campus
- Sterling Memorial Library
- Harkness Tower
- Woolsey Hall
- Phelps Hall
- Beinecke Rare Book Library
- Yale University Art Gallery
- Yale Center for British Art
- Payne Whitney Gymnasium
- Ingalls Rink
- Battell Chapel
- Yale Art & Architecture Building
- Osborne Memorial Laboratories
- Sterling Hall of Medicine
- Kline Biology Tower
- Peabody Museum of Natural History

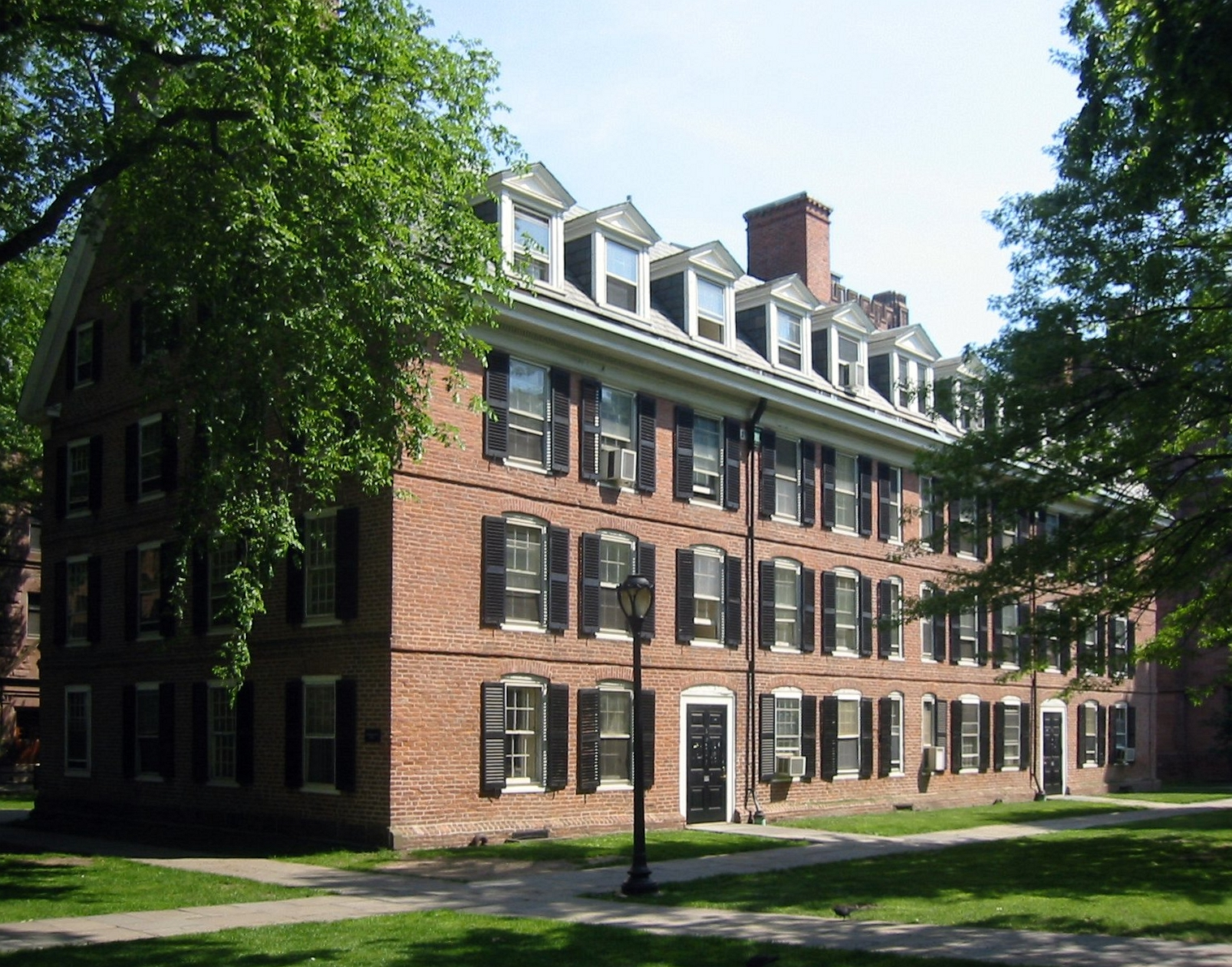
Il Connecticut Hall, l'edificio più antico del campus

Le sedi delle numerose società segrete di Yale (spesso chiamate "tombe") furono costruite per essere estremamente private ma al contempo abbastanza vistose da suscitare la curiosità di chi le vedesse. Sono sorti così edifici dalle architetture dimenticate da lungo tempo.

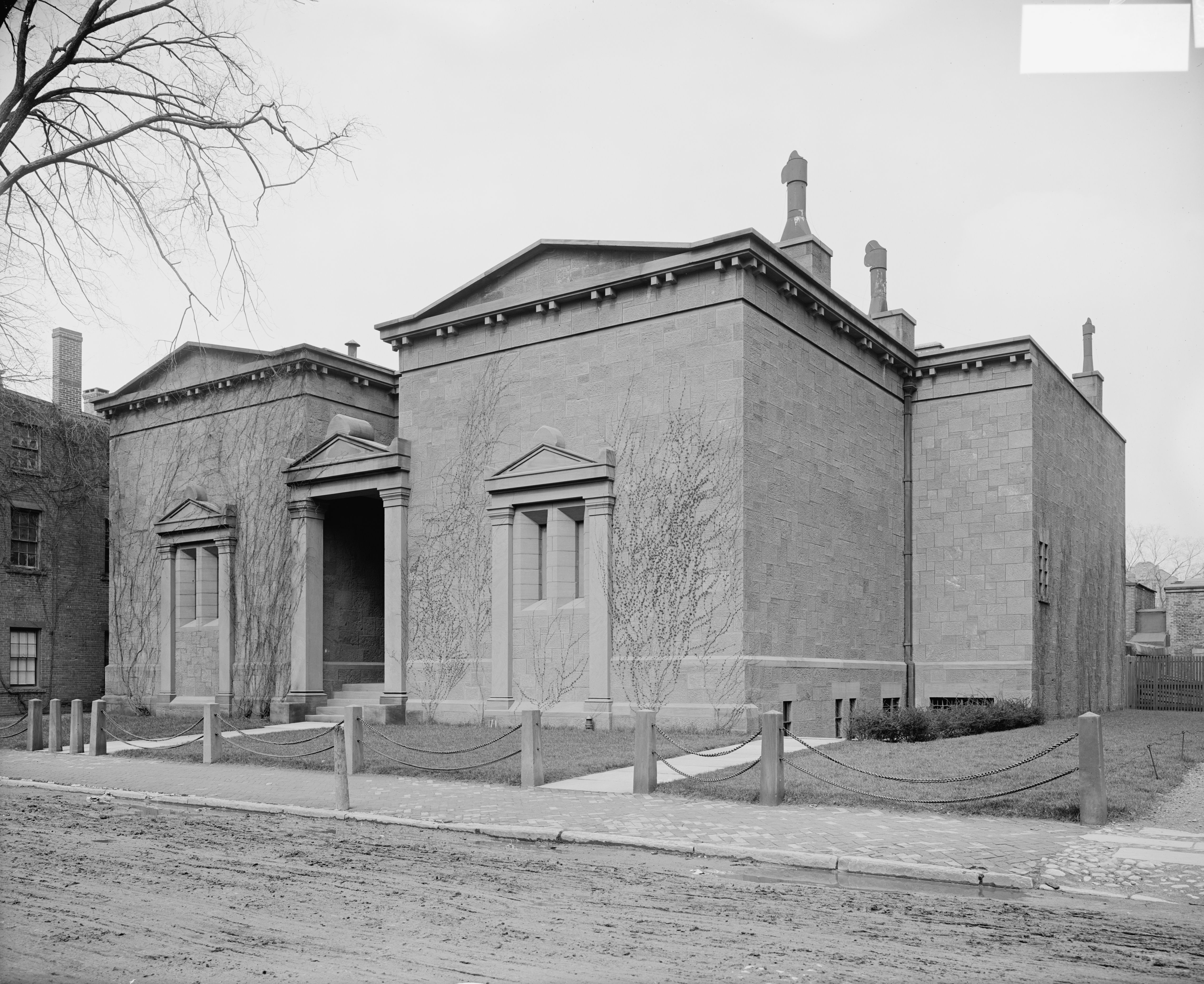
La "tomba" della società segreta Skull and Bones

- Berzelius, realizzata da Don Barber: un austero cubo con decorazioni classiche costruito nel 1908 o nel 1910.
- Book and Snake, in ordine ionico costruita nel 1901.
- Elihu, di un architetto sconosciuto ma realizzata in stile coloniale, costruito nel XVIII secolo.
- Mace and Chain, una villa in tardo stile coloniale costruita nel 1823.
- Manuscript Society, in stile moderno.
- Scroll and Key, di Richard Morris Hunt in uno stile ispirato all'arte islamica.
- Skull and Bones, in uno stile misto tra l'egiziano e l'ordine dorico, costruito tra il 1856 e il 1911.
- St. Anthony Hall, neogotico, circa 1913.
- Wolf's Head, un edificio rustico di Bertram Goodhue, eretta negli anni venti.

## La vita al campus

### I college
Yale ha un sistema di dodici college residenziali istituiti nel 1933 con garanzia del laureato di Yale Edward S. Harkness (da cui il nome della Harkness Tower), che ammirava il sistema di college dell'Università di Oxford e dell'Università di Cambridge. Ogni college ha una struttura di supporto ben organizzata, con un rettore, un responsabile, personale affiliato e membri dell'amministrazione residenti. Ogni college inoltre ha un'architettura distinta, un cortile e organizzazioni che vanno da biblioteche a campi, da squash a camere oscure. Ogni college di Yale offre i suoi seminari, eventi sociali con ospiti da tutto il mondo, e gli studenti di Yale possono contemporaneamente seguire i corsi universitari veri e propri, che sono aperti a tutti i college del campus. Anche se tutte le matricole hanno diritto all'assegnazione ad un college, sono solo due i college che accolgono i nuovissimi studenti.
I college portano il nome di personaggi o luoghi importanti per l'università; il nome è deliberatamente non assegnato al benefattore che ha permesso la sua costruzione. I college di Yale sono:
1. Berkeley College, dal reverendo George Berkeley, uno dei primi benefattori dell'università;
2. Branford College, da Branford, Connecticut, una delle sedi dove Yale fu istituita per breve tempo;
3. Grace Hopper College, di Grace Hopper, una scienziata informatica e laureata a Yale (rinominato da Calhoun College nel 2017)
4. Davenport College, dal reverendo John Davenport, fondatore di New Haven;
5. Ezra Stiles College, dal reverendo Ezra Stiles, uno dei presidenti di Yale;
6. Jonathan Edwards College, dal teologo, studente di Yale e cofondatore della Princeton University Jonathan Edwards (teologo);
7. Morse College, da Samuel F. B. Morse, inventore del codice Morse;
8. Pierson College, dal nome del primo rettore, Abraham Pierson;
9. Saybrook College, da Old Saybrook, Connecticut un'altra delle sedi iniziali di Yale;
10. Silliman College, dallo scienziato Benjamin Silliman, professore a Yale;
11. Timothy Dwight College, dal nome di due presidenti di Yale, Timothy Dwight IV e V;
12. Trumbull College, da Jonathan Trumbull, governatore del Connecticut;
13. Benjamin Franklin College, da Benjamin Franklin, uno dei padri fondatori degli Stati Uniti;
14. Pauli Murray College, da Pauli Murray, attivista per i diritti civili e prima afroamericana laureata alla Yale Law School

Nel 1998 Yale ha iniziato un'enorme campagna di ristrutturazione dei vecchi edifici, che in decenni di esistenza erano stati rinnovati solo con il riscaldamento e altre comodità tecnologiche. Molti college sono ora completati e, tra gli altri miglioramenti, sono state aggiunte strutture come ristoranti, sale giochi, teatri, palestre e sale di prova per la musica.
Il 7 giugno 2008, il presidente Levin ha annunciato di aver dato il via alla costruzione di due nuovi college, che dovrebbero aprire nel 2013. Questi edifici addizionali, che verranno costruiti nella zona nord del campus, serviranno ad aumentare la capacità dell'università e a diminuire l'affollamento degli attuali college. La costruzione è iniziata nel 2013 e l'inaugurazione è avvenuta nel 2017. Sono stati chiamati Benjamin Franklin College e Pauli Murray College.

### Lo sport

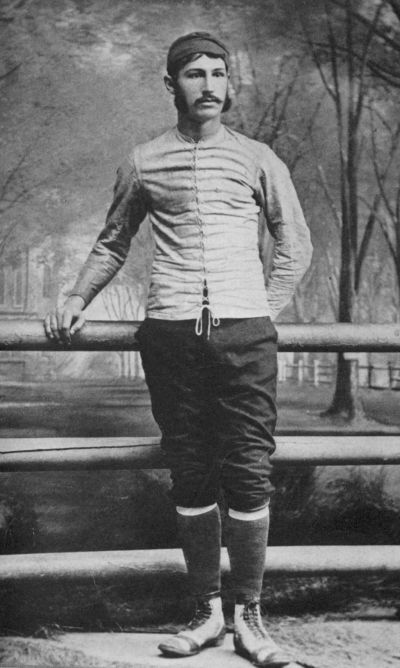
Walter Camp, padre del football americano

Yale supporta 35 diverse attività sportive che competono nella Ivy League Conference, la Eastern Colleges Athletic Conference e la New England Intercollegiate Sailing Association. Inoltre, Yale è un membro del campionato di pallacanestro NCAA Division I. Come altri membri della Ivy League, Yale non offre borse di studio per lo sport; tuttavia grande impulso per la modernizzazione del football americano fu dato dal giocatore e allenatore Walter Camp di Yale, che grazie all'introduzione dei concetti di snap con le mani, della linea di scrimmage e dei tre tentativi per guadagnare almeno 5 yard, trasformò un misto di rugby e calcio in un nuovo sport. Gli Yale Bulldogs sono il secondo college degli Stati Uniti per numero di campionati nazionali vinti (26), dietro a Princeton, tuttavia l'ultimo risale al 1926.
Yale ha numerose istituzioni sportive, come lo Yale Bowl (il primo stadio "a ciotola" del Paese, che fu un prototipo per il Los Angeles Memorial Coliseum e il Rose Bowl), situato allo Walter Camp Athletic Complex, e il Payne Whitney Gymnasium, il secondo complesso sportivo coperto più grande al mondo.
Il 21 ottobre 2000 è stata costruita la quarta rimessa per barche in 157 anni di canottaggio a Yale. La Richard Gilder Boathouse prende il nome dalla campionessa olimpica Virginia Gilder e dal padre che ha donato 4 dei 7,5 milioni di dollari necessari per il processo. La Harvard-Yale Regatta è una competizione di canottaggio molto prestigiosa. Il team di Yale è la più antica squadra sportiva universitaria d'America, e tutt'oggi il suo equipaggio è internazionalmente competitivo.
Lo Yale Corinthian Yacht Club, fondato nel 1881, è il più antico team di vela universitario del mondo. Lo yacht club, situato vicino a Branford, Connecticut, è la patria dello Yale Sailing Team, che ha formato parecchi navigatori di livello olimpionico.

### Le mascotte
La mascotte del college è il cosiddetto Handsome Dan, un enorme bulldog simbolo dell'università, e la canzone di guerra fu composta da Cole Porter mentre era uno studente a Yale. Il ritornello della canzone recita: Bulldog, bulldog, bow wow wow.
Il colore ufficiale della scuola è una tonalità di blu inventata dall'università stessa e per questo chiamata blu Yale.
Gli atleti di Yale sono supportati dalla Yale Precision Marching Band. La banda prende parte a tutti gli incontri di football in casa e a molti in trasferta, e anche alcune partite di hockey su ghiaccio e di pallacanestro durante l'inverno.
Lo sport è da sempre un'attività apprezzata dagli studenti di Yale; essi competono per i rispettivi college, cosa che causa una amichevole rivalità. L'anno è diviso in sessione autunnale, invernale e primaverile, ognuna delle quali prevede circa dieci sport diversi. Metà degli sport sono a sesso misto. Alla fine dell'anno, il college che ha totalizzato più punti (non tutti gli sport hanno lo stesso peso) vince la Tyng Cup.

### Organizzazioni studentesche
Yale ospita un gran numero di organizzazioni studentesche, come le svariate associazioni di studenti culturalmente o religiosamente uniti, 10 club politici, più di 20 gruppi musicali ufficiali e 8 compagnie teatrali.
La Yale Political Union è il più antico club politico studentesco degli Stati Uniti, e ha accolto anche personaggi come John Kerry e George Pataki. L'università ospita anche una serie di giornali, quotidiani e magazine studenteschi. Lo Yale Daily News fu pubblicato per la prima volta nel 1878 ed è il quotidiano universitario più antico d'America. La Dwight Hall, un'organizzazione non-profit indipendente, offre a più di 2 000 studenti di Yale la possibilità di aiutare in beneficenza e servizi sociali in più di 60 iniziative di New Haven. La Yale Dramatic Association e la Bulldog Productions si occupano rispettivamente di teatro e di cinema.
Nel campus sono attive anche parecchie confraternite studentesche, 18 gruppi a cappella (uno dei quali ha avuto tra i ranghi anche il compositore Cole Porter) i quali sono generalmente solo maschili e aperti solo agli studenti dell'ultimo anno.
Yale è anche conosciuta per il gran numero di importanti società segrete, come la famosa Skull and Bones, la Scroll and Key, la Wolf's Head, la Book and Snake, Elihu e la Berzelius. Alcune di queste società hanno ospitato anche diversi presidenti degli Stati Uniti. Le loro sedi sono disseminate nel campus, ma l'ingresso è solitamente consentito solo ai membri. L'Elizabethan Club ha anch'esso un numero limitato di associati, ma consente ai visitatori di unirsi a loro per il tè.

### Posizioni nei confronti della comunità LGBT
Gli studenti che frequentano l'università provengono da un panorama multietnico, internazionale e socio-economicamente differenziato. Yale è inoltre un college aperto anche alla comunità LGBT: i membri di questa comunità hanno avuto una prima grande pubblicità negli anni ottanta, quando Yale ottenne il soprannome di Gay Ivy, soprattutto a causa di un articolo apparso nel 1987 sul Wall Street Journal, scritto da Julie Iovine, ex-studentessa e moglie di un professore del college. Nello stesso anno, l'Università ha ospitato una conferenza riguardante la comunità e ha stabilito il Lesbian and Gay Studies Center. La comunità LGBT fu molto attiva negli anni Ottanta e Novanta, e continua ad esserlo tutt'oggi grazie ad eventi che sono parte integrante della scena sociale del campus; ad esempio, il ballo annuale LGBT Co-op Dance.

## Rettori

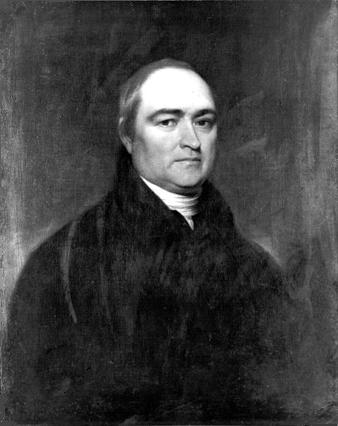
Timothy Dwight IV, 4º presidente di Yale

- Abraham Pierson (1701-1707)
- Samuel Andrew (1707-1719)
- Timothy Cutler (1719-1726)
- Elisha Williams (1726-1739)
- Thomas Clap (1740-1745)

## Presidenti
- Thomas Clap (1745-1766)
- Naphtali Daggett (1766-1777)
- Ezra Stiles (1778-1795)
- Timothy Dwight IV (1795-1817)
- Jeremiah Day (1817-1846)
- Theodore D. Woolsey (1846-1871)
- Noah Porter (1871-1886)
- Timothy Dwight V (1886-1899)
- Arthur Twining Hadley (1899-1921)
- James Rowland Angell (1921-1937)
- Charles Seymour (1937-1951)
- Alfred W. Griswold (1951-1963)
- Kingman Brewster Jr. (1963-1977)
- Hanna H. Gray (1977-1978)
- A. Bartlett Giamatti (1978-1986)
- Benno C. Schmidt Jr. (1986-1992)
- Howard R. Lamar (1992-1993)
- Richard C. Levin (1993-2013)
- Peter Salovey (dal 2013)

## Galleria d'immagini

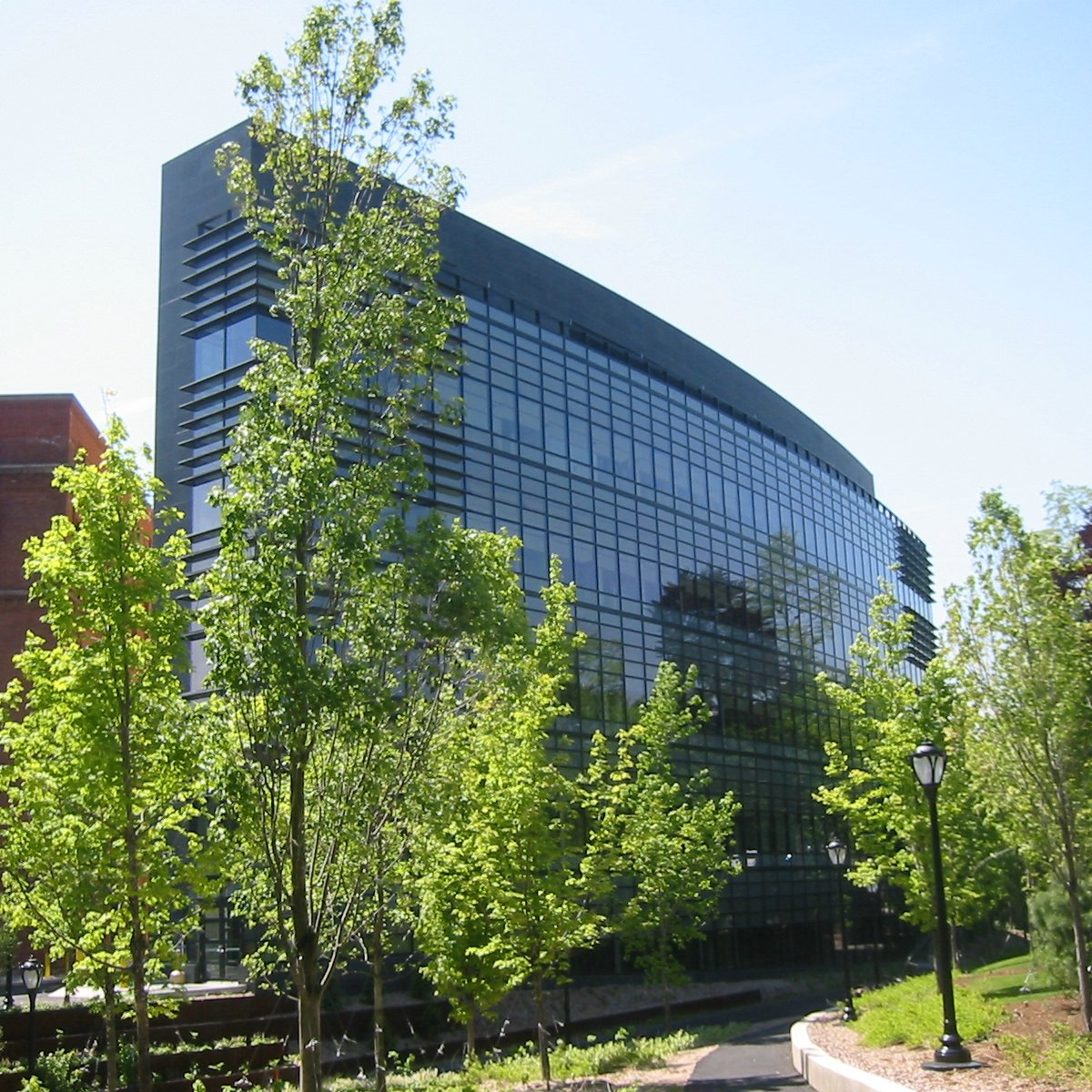
Il centro di ingegneria Daniel L. Malone
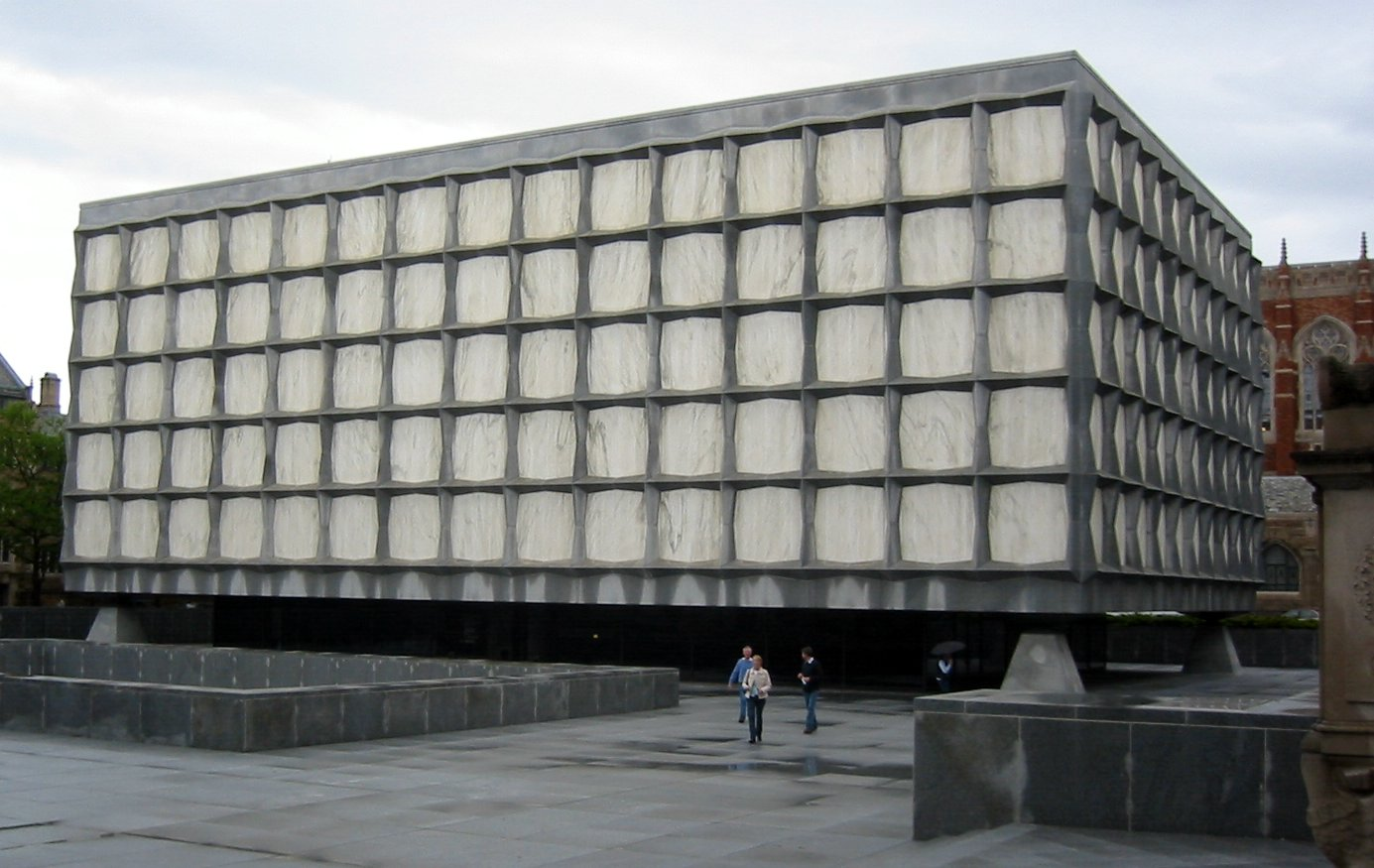
La Beinecke Library
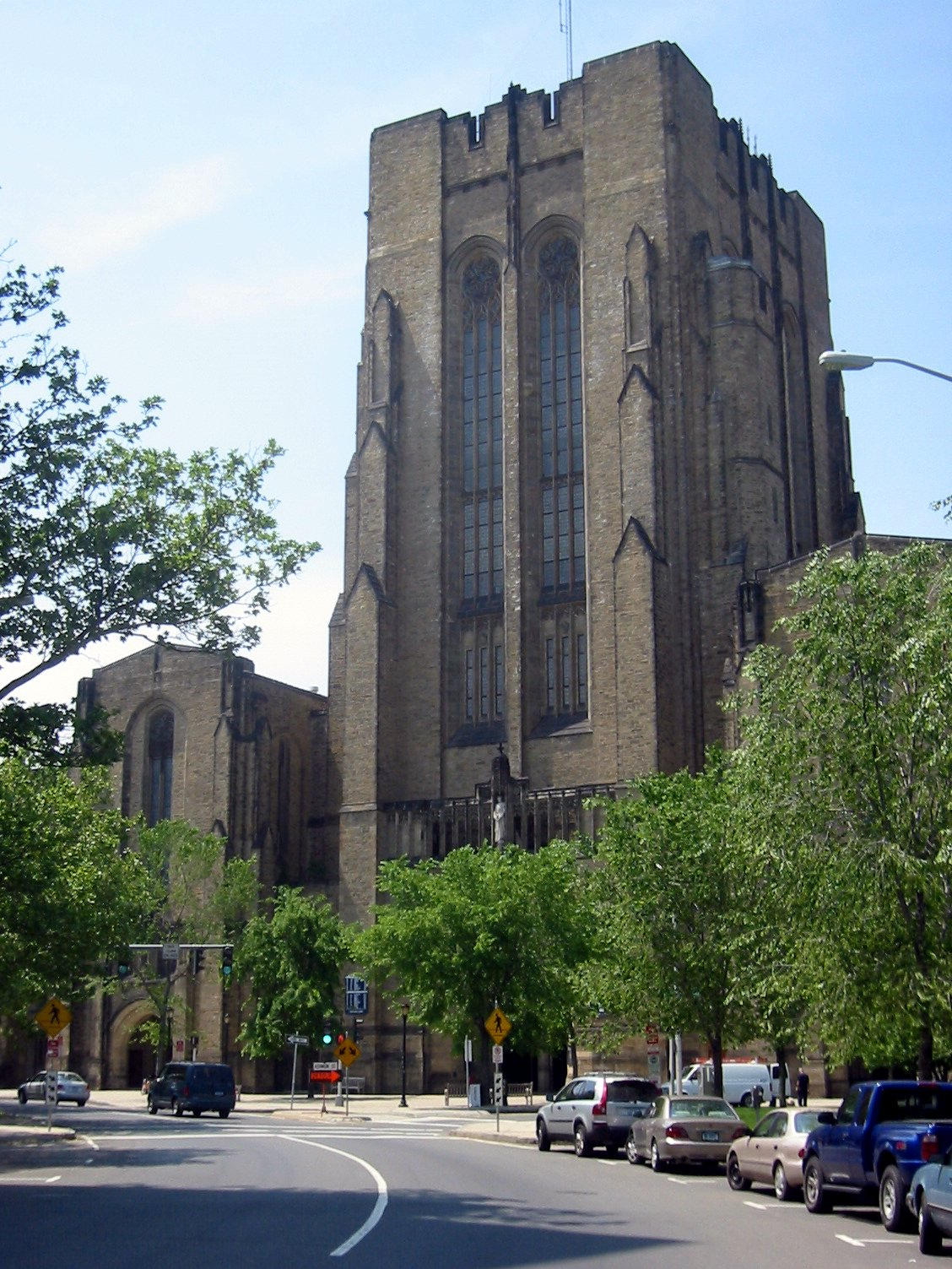
Il Payne Whitney Gymnasium
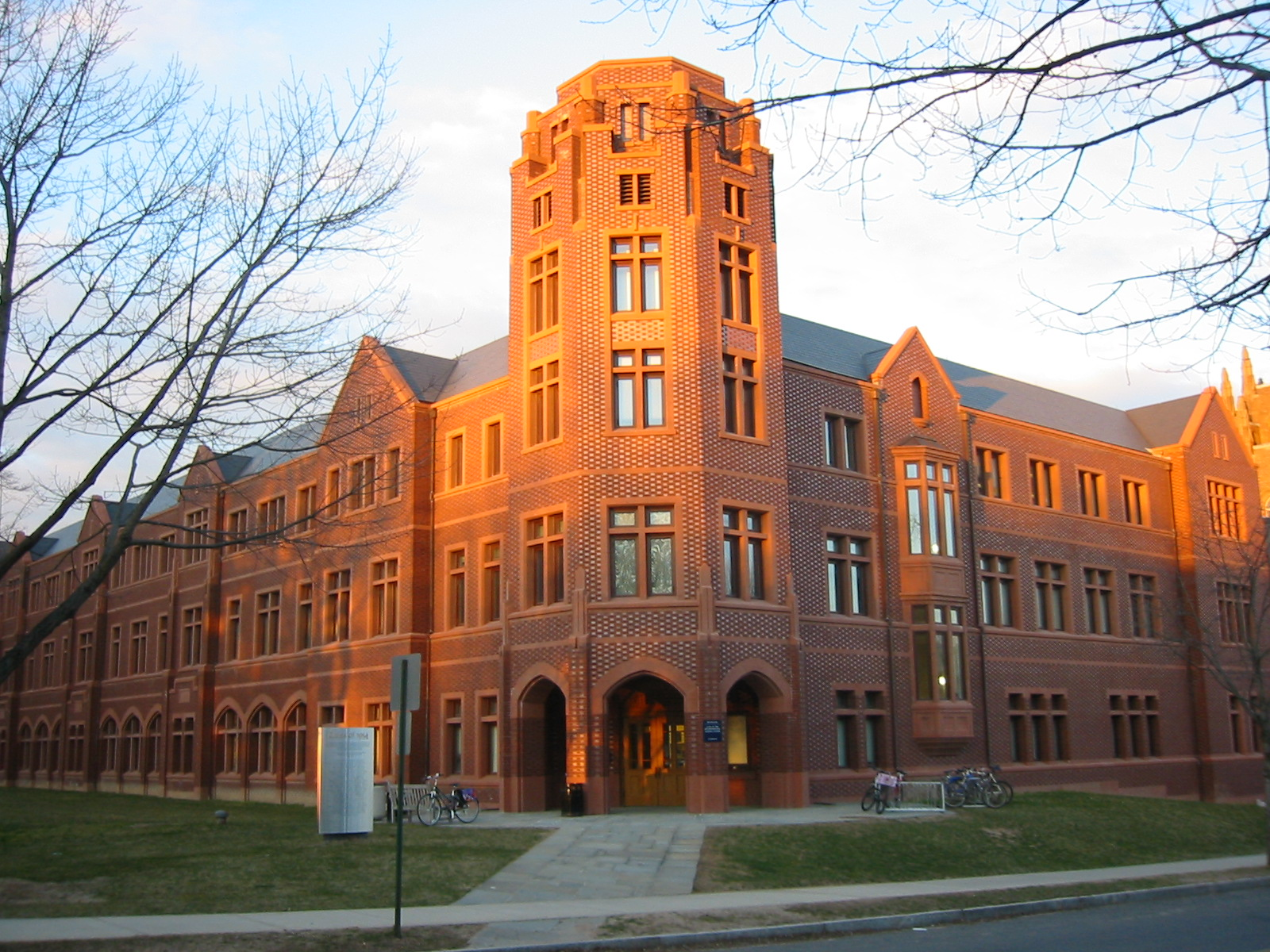
L'Environmental Science Center
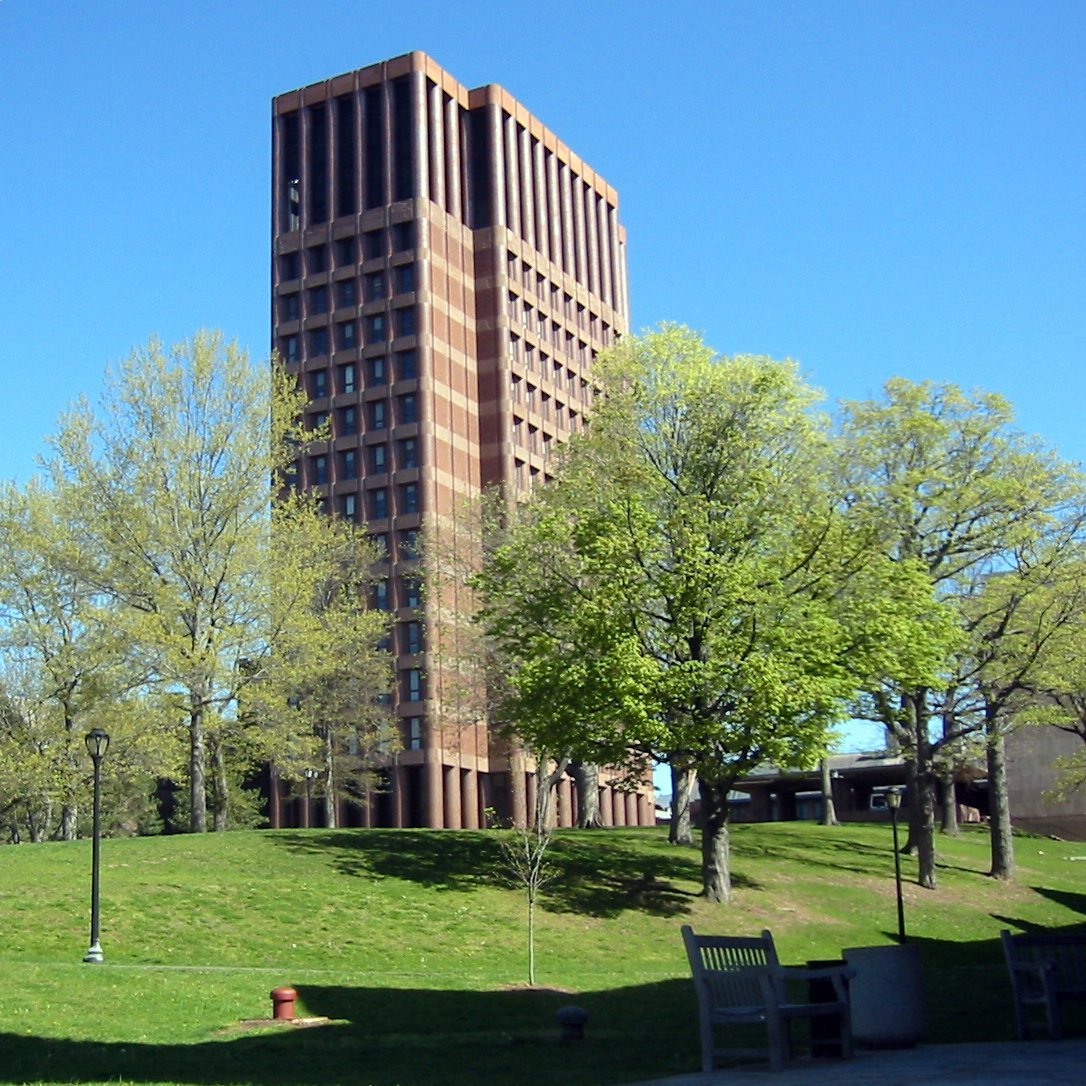
La Kline Biology Tower
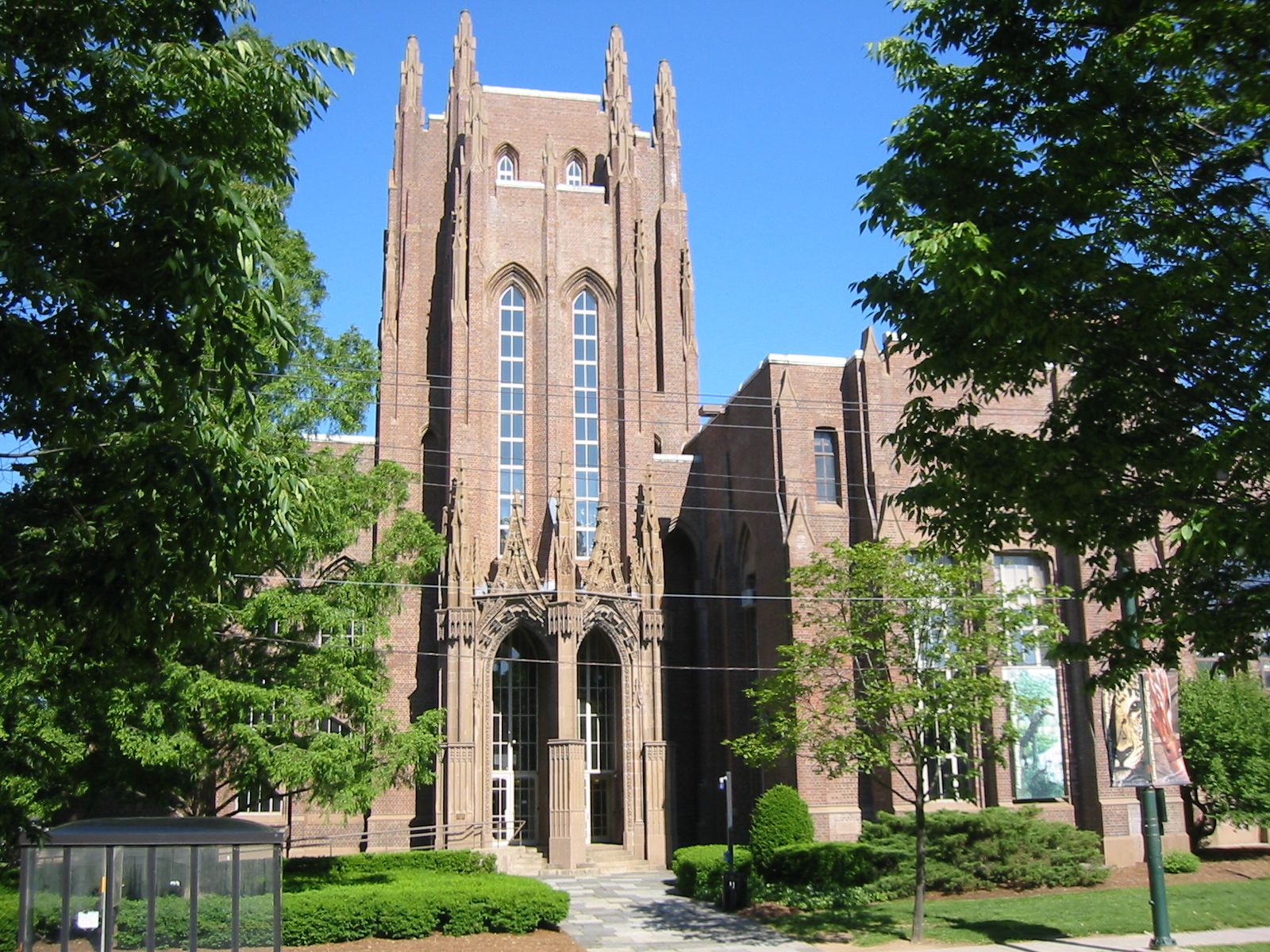
Il Peabody Museum of Natural History